# Bem da Fé
Bem da Fé ist ein Ort und eine ehemalige Gemeinde (Freguesia) im portugiesischen Kreis Condeixa-a-Nova. Die Gemeinde hatte 112 Einwohner (Stand 30. Juni 2011).
Am 29. September 2013 wurden die Gemeinden Bem da Fé und Vila Seca zur neuen Gemeinde União das Freguesias de Vila Seca e Bem da Fé zusammengeschlossen.